# Шепелев, Иван Дмитриевич

Герб рода Шепелевых

Иван Дмитриевич Шепелев — Калужский помещик из рода Шепелевых. Бригадир Русской императорской армии. Предводитель калужского губернского дворянства. Зять генерал-майора П. Н. Кречетникова. Дед А. В. Сухово-Кобылина, брат Д. Д. Шепелева.

## Биография
Родился в середине XVIII века, в семье помещика Дмитрия Шепелева. Имел крупные земляные имения в Жиздринском уезде. Женился на Елизавете Петровне Кречетниковой. Вместе с женой по наследству владел усадьбой Росва (досталась от П. Кречетникова). В своём имении Иван Шепелев устроил усадебный театр. . Много раз избирался заседателем Перемышльского уездного суда. 22 декабря 1806 года стал предводителем дворянства Калужской губернии, кем был до самой смерти.
О военной службе Шепелева известно немного. Он был участником Отечественной войны 1812 года. Погиб 20 августа 1812 года. На момент гибели носил звание бригадира. Похоронен в некрополе Тихоновой пустыни вместе с семьёй.

## Семья
Тесть — генерал-майор Кречетников, Пётр Никитич
Отец — Шепелев, Дмитрий Михайлович
Мать — Шепелева (Зыбина), Евдокия Михайловна
Брат — генерал-лейтенант Шепелев, Дмитрий Дмитриевич
Жена — Кречетникова, Елизавета Петровна
Дети — Александр, полковник Николай, Софья (за мужем, за генерал-майором Н. И. Жуковым, Костромским губернатором), Мария (за мужем за В. А. Сухово-Кобылиным, мать А. В. Сухово-Кобылина и Е. В. Салиас-де-Турнемир), (также, много детей, умерших в младенчестве).

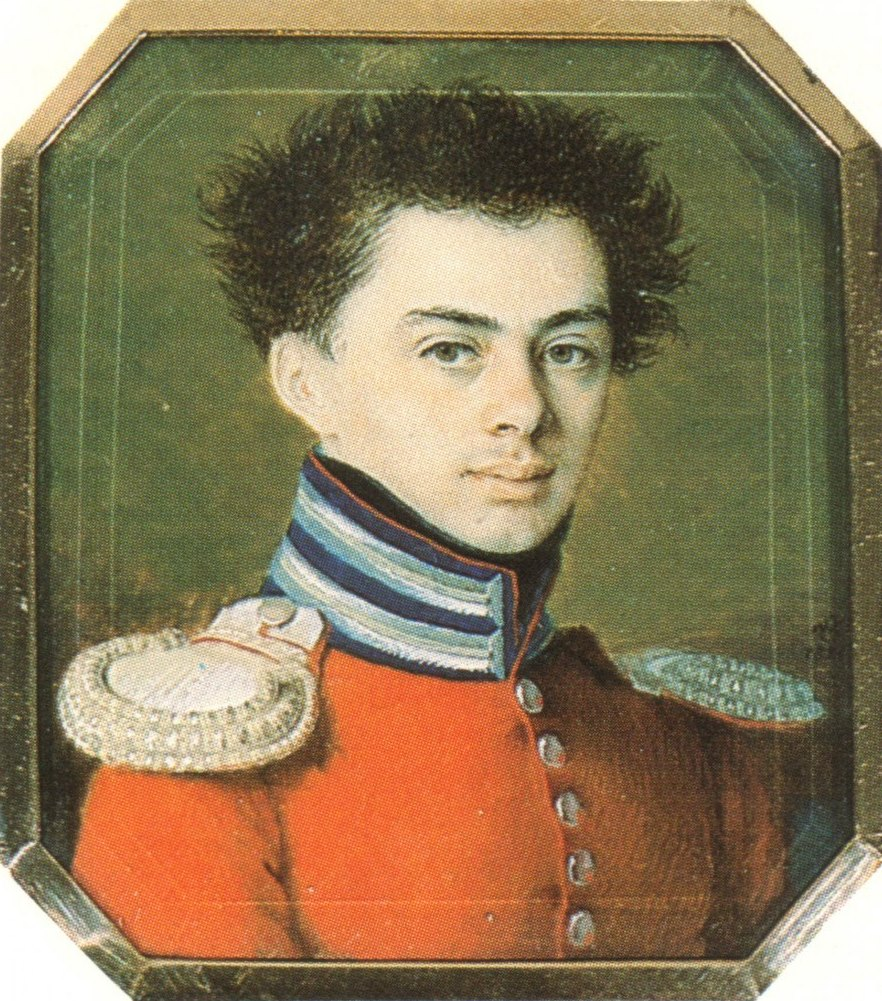
Сын Ивана Николай Шепелев